# Satan en prison
Satan en prison er en fransk stumfilm fra 1907 af Georges Méliès.